# VfB 슈투트가르트
페어라인 퓌어 베베궁스슈필레 슈투트가르트 1893 e. V.(Verein für Bewegungsspiele Stuttgart 1893 e. V.) 혹은 줄여서 VfB 슈투트가르트(VfB Stuttgart)로 알려진 이 클럽은 독일 바덴뷔르템베르크주 슈투트가르트를 연고지로 하는 축구 클럽이다. 이 클럽은 축구 클럽으로 가장 유명하며, 3번을 제외한 모든 분데스리가 시즌에 참여하였다. 이 팀은 5번의 리그 타이틀을 보유하고 있으며, 이중 최근에 들어 우승한 시즌은 2006-07 시즌이다. 이 클럽은 리그 외에도 DFB-포칼 우승을 3회 경험하였다.
슈투트가르트의 홈 구장은 MHP아레나로, 네카어파크 (Neckarpark, 칸슈타터 바센 지역에 위치한 스포츠와 엔터테인먼트 단지) 에 위치하고 있다. 또한 2군팀으로 레기오날리가에 참가 중인 VfB 슈투트가르트 II를 운영하고 있다. 이 외에도 U-19 청소년 팀은 10번을 우승한 U-19 리그 최다 타이틀 기록을 보유한 팀이며, U-17팀 또한 6번의 우승을 경험하였다.
VfB 슈투트가르트는 멤버쉽 제도 클럽으로, 2011년 9월 기준, 43,636명의 회원을 보유하고 있어, 바덴뷔르템베르크주 최대 스포츠 클럽이자, 독일에서 5번째로 큰 클럽이다. 그 외에도, 성공적인 프로, 아마추어, 유소년 축구팀, 그리고 클럽의 체조부는 다수의 타이틀과 메달을 획득하였다. 이 클럽은 축구와 체조 외에도 피스트볼, 하키, 탁구, 축구 심판부를 운영한다. 이 다섯개의 부서는 아마추어 부만 운영한다. 이 클럽은 VfB-가르테 (VfB-Garde) 라는 사회 부서를 운영한다.

## 역사

### 창단부터 제2차 세계대전까지
버라인 퓌어 베베궁스슈필레 슈투트가르트 (Verein für Bewegungsspiele Stuttgart)는 1912년 4월 2일, 기존에 존재하던 슈투트가르터 FV (Stuttgarter FV) 와 크로넨-클럽 칸슈타트 (Kronen-Club Cannstatt) 가 칸슈타트의 콩코르디아 호텔 회의를 통해 합쳐지며 창단되었다. 이 두클럽은 중학생들로 구성되어 있었으며 이들은 영국인들로부터 럭비와 축구 같은 새 스포츠를 배우고 있었다. 슈투트가르트에 럭비를 처음 전한 사람은 1865년의 윌리엄 케일이었다.

#### 슈투트가르터 FV
슈투트가르터 푸스볼버라인 (Stuttgarter Fußballverein) 은 1883년 9월 9일, 춤 베허에 의해 창단되었다. FV는 원래 럭비 클럽으로, 스퇴카흐-아이스반을 연고로 하다가, 1894년 칸슈타터 바센으로 이전하였다. 럭비 클럽은 1908년에 축구부를 창단하였다. 이 팀은 주로 지역 학교로부터 선수들을 불러모았고, 카를 카우프만 선생의 지도 하에, 빠른 시간내에 첫 성공을 거두었다. 1909년, FV는 럭비 결승에서 FSV 1897 하노버에 3-6으로 밀려 준우승에 그쳤다. 럭비는 관중들에 의해 규칙이 복잡하다고 지적됨에 따라 나중에 축구 클럽으로 대체되었다.
1909년, FV는 남독일 축구 협회 (Süddeutschen Fußballverband)에 가맹되어, 2부 리그인 B-클라세에 속하게 되었다. FV의 2번째 시즌에, 나중에 통합되어 VfB 슈투트가르트가 되는 크로넨-클럽 칸슈타트와의 지역 결승에서 승리하였지만, FV 추펜하우젠과의 국가 챔피언쉽에서 패하였다. 이 경기는 그들의 승격이 달려 있었으며, 그들은 결국 1912년에 쉬드크라이스리가 (Südkreis-Liga)로 승격되었다.

#### 크로넨 클럽 칸슈타트
칸슈타터 푸스볼클럽 (Cannstatter Fußballklub) 은 1890년에 럭비 클럽으로 창단되었고, 이후 축구 클럽을 창단하였다. 이 클럽은 몇년 후인 1897년에 FC 크로네 칸슈타트 (FC Krone Cannstatt) 로 개칭하였고, 축구부만 남게 되었다. 새 클럽은 남독일 축구 협회에 가맹하여 2부리그에 속하게 되었고, 1904년에 1부리그로 승격하였다. 칸슈타트의 옛 구장은 현재까지 남아있으며, 현재 TSV 뮌스터가 사용하고 있다.
1912년, 두 클럽의 통합 이후, 통합된 클럽은 뷔르템베르크 크라이스리가에 속해있다가 베지어크스리가 뷔르템베르크-바덴 (Bezirksliga Württemberg-Baden)으로 옮겨졌고, 상위 3위를 차지하고 1927년에 타이틀을 획득하였다. 이 클럽은 또한, 20년대 말과 30년대 초에 SFV의 결승전에 종종 등장하였다.

### 1933-1945
1933년, VfB는 홈구장을 네카어슈타디온으로 옮겼다. 같은 해, 독일 축구는 독일 제 3제국에 의해 16개의 가울리가 (Gauligen) 이라 불리는 1부리그로 개편되었다. 슈투트가르트는 가울리가 뷔르템베르크에 속하였고 성공적인 시대를 보냈다. 슈투트가르트는 1935년, 1937년, 1938년, 1940년, 그리고 1943년에 우승을 경험하였다. 1944-45 시즌, 가울리가 시스템이 붕괴되었고, 슈투트가르트 키커스와의 라이벌 관계가 이 시기에 생겨났다.
VfB의 가울리가 우승 타이틀은 국가 플레이오프에 진출하게 하였으며, 1935년 그들은 4-6으로 FC 샬케 04에 패한 준우승이 최고 성적이었다. 1937년 국가 플레이오프에서 3위를 획득한 이후, 슈투트가르트는 그 이후로 예선을 넘지 못하였다.

### 1950년대 챔피언쉽
전후, VfB는 1부리그인 오베르리가 쉬드 (Oberliga Süd)에 속하여 1946년, 1952년, 그리고 1954년에 우승을 하였다. 이팀은 독일 챔피언쉽에 진출하여 1950년과 1952년에 우승을 경험하였고, 1953년에는 준우승을 하였다. 1950년대, 클럽은 DFB-포칼을 두 번 (1954년, 1958년) 경험하였다. VfB는 8년간 4개의 타이틀을 교통 사고로 팔을 잃은 로베르트 슐린츠의 지도 하에 이루어냈다. 그러나, 어느 선수도 1954년 FIFA 월드컵의 선수로 참가하지 못하였다.

### 1963년 분데스리가 출범
1958년 FIFA 월드컵과 1962년 FIFA 월드컵의 실망적인 결과에 따라, DFB는 1963년에 단일 1부 프로축구 리그인 푸스볼-분데스리가를 출범시켰다. 슈투트가르트의 1950년대에 획득한 우수한 성적은 분데스리가의 1963년 16개 원년 클럽중에 하나로 포함시키도록 하였다. 이 클럽은 당시 슈바브 사회 단체의 아마추어 조직으로, 돈을 쓰는데 인색하였고, 일부 선수는 투잡으로 생활하였다. 10여년간 클럽에 균형을 잡은 뒤, 클럽은 대체로 중위권에 머물렀다. 이 당시 유명 슈퍼스타로는 스트라스부르 출신의 길베르 그레스였다.
1972-73 시즌, 팀은 UEFA 컵 진출권을 처음으로 획득하였고, 1974년에 팀은 준결승에 진출하여, 이 시즌의 우승 팀인 페예노르트에 패하였다. (1-2, 2-2)

### 1975-2000: 마여-포어펠더 회장 시대
VfB 슈투트가르트는 1970년대 중반, 스폰서쉽을 비롯한 새로운 트렌드에서 뒤쳐지며, 재정난이 닥쳤다. 지출을 통하여 새로운 프로시대에 대응하는 정책은 실패로 끝났다. 1974-75 시즌 말, 2 분데스리가 강등 위기까지 닥쳐왔다. 지역의 정치인 게르하르트 마여-포어펠더는 구단의 새 회장으로 선출되었다. 그러나, 마지막 경기에서 비기는 바람에 VfB는 16위로 마감하고 2 분데스리가로 강등되었다. 첫 번째 2 분데스리가 시즌은, 구단 역사상 최악으로 기록되었고, VfB는 심지어 지역 라이벌 SSV 로이틀링겐과의 홈 경기에, 1200명의 관중 앞에서 패하였으며, 시즌을 11위로 마무리하였다.
새 감독, 위어겐 선더만과 신예 카를하인츠 푀어스터와 한지 뮐러, 골잡이 오트마어 히츠펠트 등의 VfB 선수들은 1976-77 시즌에 100골을 득점하였고, 2시즌만에 1 분데스리가로 복귀하였다.
이 젊은 팀은 공격적인 플레이와 고득점 경기는 인기를 불렀지만, 경험 부족으로 문제에 직면하였다. 1977-78 시즌 종료 후, VfB는 시즌을 4위에 랭크되었고, 1990년대까지 53,000명 이상의 관중 기록을 유지하였다. 그들은 1980년에 또다스 UEFA 컵에 진출하여 준결승까지 진출하였고, 1980년에도 준결승에 진출하였으며, 1980년대에 처음으로 분데스리가 타이틀을 획득하였다. (1984년, 헬무트 벤타우스 감독은 슈투트가르트를 우승시켰다.)
1986년, VfB는 DFB-포칼 결승전에서 FC 바이에른 뮌헨에게 2-5로 패하였다. 1989년에는 위르겐 클린스만을 앞세워 UEFA 컵 결승에 진출하였지만, 결승에서 디에고 마라도나가 이끄는 SSC 나폴리에게 패하였다. (1-2, 3-3)
1991-92 시즌, 클럽은 다시 분데스리가 정상에 다시 올랐고, 이는 가장 치열한 타이틀 경쟁의 시즌으로 기록되었다. 슈투트가르트는 보루시아 도르트문트와 시즌 종료 후 승점이 동률이었지만, 골득실 차에 의해 우승을 획득하였다. 국다대항전에서, 그들은 UEFA 컵 2라운드에서 스페인 라 리가의 CA 오사수나에게 2-3으로 패하였다. 리그 챔피언으로써, 클럽은 UEFA 챔피언스리그 1992-93에 진출하였지만, 리즈 유나이티드 FC와의 1라운드 경기에서 패해 탈락하였다. 이 라운드는 본래 슈투트가르트가 원정 다득점 원칙으로 올라가게 되어있지만 크리스토프 다움 감독이 앞선 두 경기에서 비독일인 선수를 필드 위에 3명을 초과하도록 하는 실수를 범하는 데에서 발단되었다. 결국 3차전을 바르셀로나에서 치루었고, 결국 패하여 탈락하였다.
VfB는 이후 1997년 요아힘 뢰프의 지도 하에 DFB-포칼을 우승할 때까지 어느 유럽대항전에도 진출하지 못하였다. 1998년, 슈투트가르트는 UEFA 컵 위너스컵에 참여하였고 스톡홀름에서 열린 결승까지 진출하였지만, 결국 결승에서 첼시 FC에게 패하였다. 매직 트라이앵글 3인방 중 한 선수인 크라시미르 발카로프만이 이후에 잔류하였고, 나머지 지오바니 에우베르와 프레디 보비치는 클럽을 떠났다. 뢰프 감독 또한 계약을 갱신하지 않았고, 그의 공백은 빈프리트 섀퍼로 대체되었고, 그는 1시즌만에 경질되었다.
하지만, 슈투트가르트의 성적은 발카로프와 같은 베테랑을 대체하기 위해 무분별한 지출을 하였고, 그에 따라 팀의 성적은 중위권으로 추락하였다.

### 2000-현재: 마여-포어펠더 이후의 성공
많은 빚이 쌓이고, 실망스러운 결과가 겹치며, 게르하르트 마여-포어펠더회장은 2000년에 사임하여, 독일 축구 협회, UEFA, FIFA의 보드진이 되었다. 새 회장 만프레트 하스는 예산과 드물게 출전하는 선수들의 연봉을 삭감하여야 했다. 1976년, 마여-포어펠더가 회장을 맡은 이후, 팀은 유스 출신 선수들로 리빌딩을 하여야 했다. VfB는 독일 최고의 유소년 훈련 시스템을 가지고 있다.
랄프 랑니크 감독은 UEFA 인터토토컵 우승 주역을 중심으로 리빌딩에 착수하였으나, UEFA 컵에서의 실망스러운 성적과 2000-01 시즌 강등을 겨우 모면한 15위는 랑니크의 자리를 펠릭스 마가트로 교체되게 하였다.
안드레아스 힌켈, 케빈 쿠라니, 티모 힐데브란트, 알략산드르 흘렙을 중심으로한 슈투트가르트는 "마가트 유치원"이라는 별명이 붙었고, 2002-03 시즌, 슈투트가르트는 리그를 준우승으로 마무리하였다.

#### 2003-04 시즌 챔피언스리그
2002-03 시즌의 성적에 따라, VfB는 1992-93 시즌 이래 처음으로, UEFA 챔피언스리그에 참여하였다. 맨체스터 유나이티드 FC, 파나티나이코스 FC, 레인저스 FC와 E조에 편성된 슈투트가르트는 맨체스터 유나이티드 FC에 1승, 파나티나이코스 FC에 2승을 거두며 조 2위로 16강에 올랐지만, 16강에서 숙적 첼시 FC에게 발목을 잡히며 (0-1, 0-0) 탈락하였다. (UEFA 챔피언스리그 2003-04 참조)
슈투트가르트는 독일 최고의 클럽들 중 하나로써의 위상을 유지하였고, 시즌을 4위 (2003-04 시즌), 5위 (2004-05 시즌) 로 마감하였으며, 다시 UEFA컵 진출권을 획득하였으나, 별로 큰 성과를 거두지는 못하였다. 또한 펠릭스 마가트와 몇몇 선수들은 상위 클럽으로 이적하였다: 케빈 쿠라니는 FC 샬케 04로, 필리프 람은 FC 바이에른 뮌헨으로, 알략산드르 흘렙은 아스널 FC로 이적하였다.
실망스러운 2005-06 시즌 중간, 조반니 트라파토니 감독은 경질되었고, 아르민 페가 그 자리를 맡았다. 새 감독은 2003년에 가족 생활을 위해 FC 한자 로스토크 감독을 그만두었으며, 2004년에만 고향 클럽 FC 아우크스부르크의 감독직을 맡았다. 새 감독은 호르스트 헬트의 지원 하에, 다시 축구로 복귀할 수 있었다. 팀 주장 츠보니미르 솔도가 은퇴하고, 다른 베테랑들이 팀을 떠남에 따라 팀은 9위로 마감하였고, 4년 만에 처음으로 어느 유럽대항전에도 진출하지 못하였다.

#### 2006-07 시즌 분데스리가 우승
2006-07 시즌 1. FC 뉘른베르크전 0-3 대패를 포함하여 초반 연패와 맹비난으로 1년을 시작하였다. 이에도 불구, 아르민 페 감독은 멕시코의 파벨 파르도와 리카르도 오소리오, 브라질의 안토니우 다 시우바, 지역의 신예들인, 마리오 고메스, 제르다어 타스치, 자미 케디라와 같은 선수들을 동원하여 2006년 11월 12일, 본격적으로 타이틀 경쟁에 뛰어들었다. 슈투트가르트는 상위 5팀 중에 들어갔고, 시즌 후반에 8연승을 거두며 타이틀 경쟁의 우위를 점하였다. 2007년 5월 12일, 슈투트가르트는 VfL 보훔을 원정에서 3-2로 이기는 와중에 FC 샬케 04가 레비어 더비에서 완패를 당함에 따라 선두를 가져갔다. 이로 UEFA 챔피언스리그 2007-08 직행 티켓을 손안에 넣었다. FC 에네르기 콧부스와의 최종 라운드에서 0-1로 뒤지고 있던 슈투트가르트는 2-1로 역전하였고, 15년 만에 처음으로 분데스리가 정상에 올랐다. 슈투트가르트에서 있었던 우승 행사에 250,000명이 응집하였고, 이는 포르투갈과의 2006년 FIFA 월드컵 3위 결정전 당시 응집한 팬수를 넘었다.
더 나아가서, VfB는 DFB-포칼 결승에 진출하여, 10년만의 포칼 정상 탈환과 클럽 역사상 최초의 더블 기회를 잡았다. 베를린에서 만난 포칼 결승 상대는 1. FC 뉘른베르크로, 1962년에 마지막으로 포칼 우승을 거두었으며, 정규 시즌에 0-3, 1-4의 3점차 패를 두 번이나 안긴 팀이었다. 전반전을 1-1로 마친 뒤, 슈투트가르트의 득점자 카카우는 퇴장당하였다. 1. FC 뉘른베르크는 기회를 놓치지 않고 2-1 리드를 가져갔으나, VfB는 결국 2-2 동점골을 기록하였다. 연장전 후반, 습한 기후와 피로로 고전하는 와중, 뉘른베르크는 결승골을 득점하였다.

#### 2007-08 시즌 챔피언스리그
2007-08 시즌 UEFA 챔피언스리그 조 추첨은 2007년 8월 30일에 시행되었다. 슈투트가르트는 스페인 라 리가의 거함 FC 바르셀로나, 프랑스 리그 거물 올랭피크 리옹, 스코틀랜드 명가 레인저스 FC와 함께 E조에 편성되었다. 2003-04 시즌과 마찬가지로 2007-08 시즌도 글래스고의 아이브록스 파크 원정으로 시작되었다. 경기는 1-2 패배로 끝났다. 이어지는 FC 바르셀로나와의 홈 경기에서도 0-2로 패하였고, 올랭피크 리옹과의 3라운드 경기에서도 0-2로 패하였다. 고작 레인저스와의 홈 경기에서 거둔 1승을 제외하고 나머지 경기에서 패한 슈투트가르트는 E조 최하위로 조기 탈락하였다. 리그에서 슈투트가르트는 형편없는 시작에도 불구하고 시즌을 6위로 마감하였다. 독일의 신성 마리오 고메스는 19골을 기록하였다.
결국, 다음 시즌 슈투트가르트는 UEFA 컵에 진출하기 위해 UEFA 인터토토컵 2008에 참여하였다.

#### 2008-09 시즌
2008-09 시즌도, 전 시즌처럼, 시작이 좋지 않았다. 14라운드 종료 후, VfB는 11위에 랭크되어 있었다. 그에 따라, 아르민 페 감독은 경질되었고, 후임으로 마르쿠스 바벨이 사령탑에 올랐다. 2009년 1월 DFB-포칼에서 FC 바이에른 뮌헨에게 1-5로 대패해 중도 하차한 뒤, 슈투트가르트의 상황은 호전되었고, 결국 시즌을 3위로 마감하였다. VfB는 FC 바이에른 뮌헨과의 경기에서 승리 시 준우승과 2009-10 시즌 챔피언스리그 직행 티켓도 노릴 수 있었으나 패함으로써 무산되었다. 이는 슈투트가르트가 UEFA 챔피언스리그 복귀가 가능함을 뜻하였다.
유럽대항전에서, VfB는 UEFA컵 2008-09의 조별 리그를 무난히 통과하였지만, 전 대회 우승 팀 FC 제니트 상트페테르부르크를 32강에서 만나 패해 중도 하차하였다.

#### 2009-10 시즌 챔피언스리그
VfB는 마리오 고메스가 FC 바이에른 뮌헨으로 떠난 채 시즌을 시작하였지만, FC 제니트 상트페테르부르크에서 파벨 포그레브냐크를 영입하고, 알략산드르 흘렙을 FC 바르셀로나에서 임대하여 슈투트가르트에 다시 복귀시켰다.
유럽대항전에서 UEFA 챔피언스리그 2009-10을 예선을 통하여 본선에 합류해야 했다. VfB 슈투트가르트의 3차 예선 상대는 FC 폴리테흐니카 티미쇼아라로 2009년 8월 18일과 8월 26일에 차례로 1, 2차전을 치루었다. VfB는 티미쇼아라를 꺾는데 성공, 6년동안 3번 챔피언스리그에 참가하였다. (2003년과 2007년 그리고 2009년) 이번 챔피언스리그에서 슈투트가르트는 스페인 라 리가의 거상 세비야 FC, 2000년대에 들어 3번째로 만난 스코틀랜드 프리미어리그 챔피언 레인저스 FC, 그리고 루마니아 리그 챔피언이자 처음으로 챔피언스리그에 참가한 FC 우니레아 우르지체니와 함께 G조에 편성되었다. 이 조별리그에서 슈투트가르트는 2승 (레인저스 FC와 FC 우니레아 우르지체니에 각각 1승) 3무 (조별리그 세 상대로 모두 1무씩 기록) 1패 (세비야 FC를 상대로)를 기록하여 극적으로 G조 2위 자리를 가져가 16강 진출에 성공하였다. 16강에서 전 시즌 챔피언 FC 바르셀로나를 만나 홈에서 환상적인 경기로 1-1 무승부를 거두었지만, 이어지는 캄프 누 원정에서 0-4로 완패하여 8강 진출에 실패하였다.
2009-10 DFB-포칼은 16강에서 2 분데스리가의 SpVgg 그로이터 퓌르트에 덜미를 잡혀 탈락하였다. 이 패배 이후로 2009-10 시즌 전반을 실망스럽게 마감하였다. 그 결과에 따라 12월에는 16위로 하락하기도 하였다. 15라운드 이후 마르쿠스 바벨은 해임되었고, 그의 자리는 더 경험이 많은 스위스 국적의 크리스티안 그로스가 맡게 되었다. 그의 지휘 하에 VfB는 겨울 휴식기를 앞두고 회복의 기미를 보였다. 이 겨울 휴식기 도중 토마스 히츨슈페르거, 얀 시마크, 뤼도비크 마냉은 클럽을 떠났고, 유벤투스 FC로부터 크리스티안 몰리나로가 임대되었다. 시즌 후반, 2008-09 시즌과 마찬가지로, 연승 행진을 거두었다. 슈투트가르트는 분데스리가 후반 최고의 팀으로, 슈바비언들은 크리스티안 그로스의 지휘 하에 리그 상위권에 올라서는 것과 더불어 리그를 6위로 마감하여 UEFA 유로파리그 2010-11 3차 예선 진출권을 획득하는데 성공하였다.

## 경기장

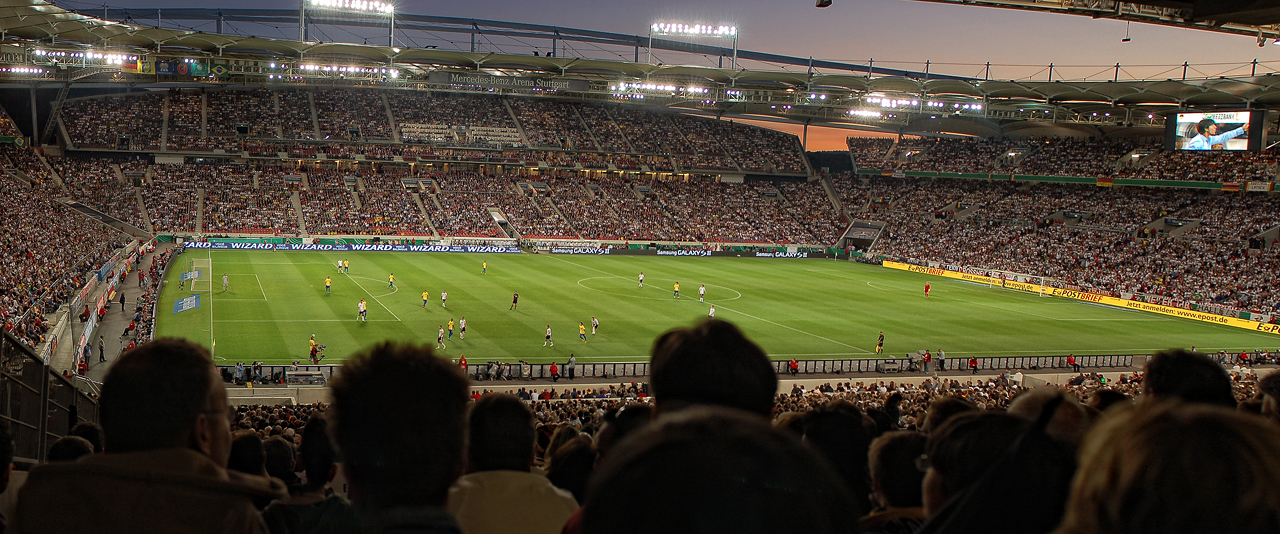
메르세데스-벤츠 아레나

VfB 슈투트가르트의 홈구장은 MHP아레나로 1933년에 처음으로 건설되었다. 경기장은 네카어강변에 위치하며 바트 칸슈타트 (Bad Cannstatt)의 메르세데스 벤츠 박물관과 메르세데스 벤츠 공장 인근의 메르세데스 거리 (Mercedes-Straße) 에 위치한다. 여러 차례의 리모델링을 거친 후, 이 경기장은 55,896명을 수용 (국가대항전에서는 50,000명 수용) 할 수 있게 되었다. 다른 대부분의 분데스리가 경기장과는 다르게, 이전의 네카어슈타디온은 필드 가장자리에 육상 트랙이 설치되어 있었으나, 2011년에 축구전용 경기장으로 바뀌었다. 1974년 FIFA 월드컵과 2006년 FIFA 월드컵 당시 경기를 개최하기도 하였다. 2006년 FIFA 월드컵의 경우 6경기를 개최하였는데, 4번의 조별리그 경기, 1번의 16강 경기, (잉글랜드와 에콰도르의 경기) 그리고 3위 결정전 (독일과 포르투갈의 경기)를 개최하였다. 2008-09 시즌, 2008년 7월 30일자 아스널 FC와의 프리시즌 경기를 기점으로 경기장은 메르세데스-벤츠 아레나로 개칭되었다. 경기장은 2008-09 시즌을 시작으로 축구 전용 구장으로 교체하는 공사를 시작하였다. 2011년 리모델링 완료 후, 60,000명으로 수용력이 증가하였다.

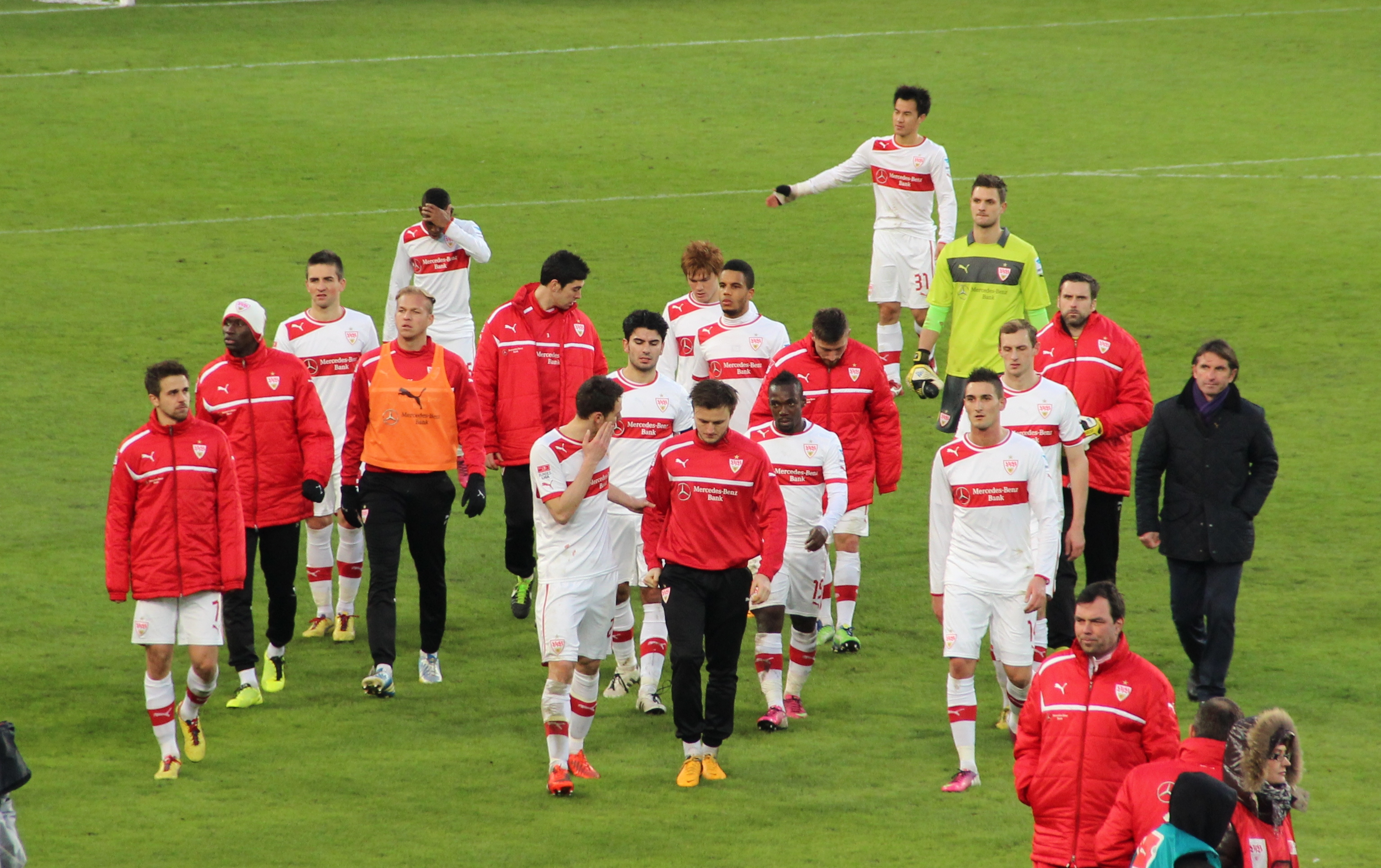

## 라이벌과 친선 관계
VfB의 전통 라이벌은 같은 슈투트가르트를 연고지로 하는 슈투트가르트 키커스이다. (빨강 - Die Roten 과 파랑 - Die Blauen의 라이벌전) 하지만, 두 클럽 중 슈투트가르트 키커스는 1992년 2 분데스리가로 강등된 이후 그다지 자주 만난 편은 아니다. 그에 따라서, 카를스루에 SC와의 바덴뷔르템베르크 더비의 중요도가 훨씬 높아졌다. 그 외에도 바이에른주의 FC 바이에른 뮌헨과도 라이벌 관계이며, (쉬드 더비) 최근 바이에른은 지오바니 에우베르, 펠릭스 마가트, 마리오 고메스를 VfB에서 빼앗아 가면서 주적으로 낙인찍혔다.
같은 주의 남부에 위치한 SSV 로이틀링겐과는 친선 관계 (VfB와 형제 관계)이며, 같은 주 북부의 SpVgg 루드비히스부르크와도 친하다. 국가 단위에서 VfB는 FC 에네르기 콧부스, 1. FC 자르브뤼켄, 바이어 04 레버쿠젠, 아인트라흐트 프랑크푸르트와도 밀접한 연관을 짓고 있다. 이들의 서포터 그룹과의 친선 관계는 현재까지 지속되지만 극소수의 팬들만이 이 전통을 지키고 있다.
2005년, VfB는 스위스 슈퍼리그의 FC 장크트갈렌와 협약을 맺었고, 유소년 팀간의 교류를 진행하고 있다.

## 역대 성적

### 국내
- 독일 챔피언십 / 분데스리가 우승 5회
  - 우승: 1950, 1952 (독일 챔피언쉽), 1983-84, 1991-92, 2006-07
  - 준우승: 1935, 1953 (독일 챔피언쉽), 1978-79, 2002-03, 2023-24
- DFB-포칼 우승 4회
  - 우승: 1953-54, 1957-58, 1996-97, 2024-25
  - 준우승: 1985-86, 2006-07, 2012-13
- DFB-리가포칼
  - 준우승: 1997, 1998, 2005
- DFL-슈퍼컵 우승 1회
  - 우승: 1992

### 지역
- 오베르리가 쉬드 I 우승 3회
  - 우승: 1945–46, 1951–52, 1953–54
  - 준우승: 1949–50, 1952–53, 1955–56
- 남부 2 분데스리가 우승 1회
  - 우승: 1977
- 베지어크스리가 뷔르템베르크 바덴 우승 2회
  - 우승: 1926–27, 1929–30
  - 준우승: 1925–26
- 가울리가 뷔르템베르크 우승 4회
  - 우승: 1934–35, 1936–37, 1937–38, 1942–43
  - 준우승: 1938–39, 1939–40, 1940–41, 1941–42

### 국제대회
- UEFA 컵 위너스 컵
  - 준우승: 1998
- UEFA컵
  - 준우승: 1989
- UEFA 인터토토컵 우승 2회
  - 우승: 2000, 2002

### 유소년팀
- 독일 U-19 챔피언쉽 우승 10회
  - 우승: 1973, 1975, 1981, 1984, 1988, 1989, 1990, 1991, 2003, 2005
  - 준우승: 1972, 1977, 1982, 1999, 2002
- 독일 U-17 챔피언쉽 우승 6회
  - 우승: 1986, 1994, 1995, 1999, 2004, 2009
  - 준우승: 1988, 1990, 1998, 2002, 2003
- U-19 분데스리가 남부/ 남서부 우승 2회
  - 우승: 2005, 2008

## 클럽 보드진
- 디터 훈트: 구단 단장
- 게르트 E 매우저: CEO/ 회장 (2011년 7월 17일 ~)
- 프레디 보비치: 스포르팅 디렉터 (2010년 7월 27일 ~)
- 요헨 슈나이터: 스포르팅 디렉터

## 선수

### 현재 선수 명단
2024-25시즌 기준
참고: FIFA 자격 규정에 따라 소속된 국가대표팀 국기를 표시합니다. 선수는 복수의 FIFA 비회원국 국적을 가지고 있을 수 있습니다.
| 번호 | 포지션 | 국적                  | 이름                                     |
| ---- | ------ | --------------------- | ---------------------------------------- |
| 1    | GK     |                       | 파비안 브레들로프                        |
| 2    | DF     |                       | 아민 알다킬                              |
| 3    | DF     |                       | 라몬 헨드릭스                            |
| 4    | DF     |                       | 요샤 바그노만                            |
| 5    | MF     |                       | 야니크 카이텔                            |
| 6    | MF     |                       | 안젤로 슈틸러                            |
| 7    | DF     |                       | 막시밀리안 미텔슈테트                    |
| 8    | MF     |                       | 엔조 밀로                                |
| 9    | FW     | 보스니아 헤르체고비나 | 에르메딘 데미로비치                      |
| 10   | FW     | 말리                  | 엘 빌랄 투레                             |
| 11   | FW     |                       | 닉 볼테마데                              |
| 13   | DF     |                       | 프란스 크레치히 (바이에른 뮌헨에서 임대) |
| 15   | DF     |                       | 파스칼 슈텐첼                            |
| 16   | MF     |                       | 아타칸 카라초어 (주장)                   |
| 17   | FW     |                       | 저스틴 딜                                |
| 18   | FW     |                       | 제이미 레벨링                            |

| 번호 | 포지션 | 국적 | 이름                                   |
| ---- | ------ | ---- | -------------------------------------- |
| 19   | FW     |      | 와히드 파기르                          |
| 20   | DF     |      | 레오니다스 스테르유                    |
| 21   | GK     |      | 슈테판 드를랴차                        |
| 22   | FW     |      | 토마스 카스타나라스                    |
| 23   | DF     |      | 당악셀 자가두                          |
| 24   | DF     |      | 제프 샤보                              |
| 26   | FW     |      | 데니스 운다브                          |
| 27   | MF     |      | 크리스 퓌리히                          |
| 28   | MF     |      | 니콜라스 나르티                        |
| 29   | DF     |      | 앙토니 루오                            |
| 32   | MF     |      | 파비안 리더 (렌에서 임대)              |
| 33   | GK     |      | 알렉산더 뉘벨 (바이에른 뮌헨에서 임대) |
| 40   | FW     |      | 루카 라이문트                          |
| 41   | GK     |      | 데니스 자이멘                          |
| 45   | DF     |      | 체이스 안리                            |

### 임대 선수 명단
참고: FIFA 자격 규정에 따라 소속된 국가대표팀 국기를 표시합니다. 선수는 복수의 FIFA 비회원국 국적을 가지고 있을 수 있습니다.
| 번호 | 포지션 | 국적     | 이름                                  |
| ---- | ------ | -------- | ------------------------------------- |
| —    | MF     |          | 정우영 (우니온 베를린으로 임대)       |
| —    | MF     |          | 라우린 울리히 (SSV 울름으로 임대)     |
| —    | FW     | 세르비아 | 요반 밀로셰비치 (장크트갈렌으로 임대) |
| —    | FW     | 콜롬비아 | 후안 호세 페레아 (취리히로 임대)      |

| 번호 | 포지션 | 국적             | 이름                                            |
| ---- | ------ | ---------------- | ----------------------------------------------- |
| —    | FW     |                  | 루카 파이퍼 (카를스루어 SC로 임대)              |
| —    | FW     |                  | 모하메드 산코 (코센차로 임대)                   |
| —    | FW     | 콩고 민주 공화국 | 실라스 카톰파 음붐파 (츠르베나 즈베즈다로 임대) |

## 코칭스태프
| 위치          | 이름                    | 국적     |
| ------------- | ----------------------- | -------- |
| 감독          | 휘프 스테번스           | 네덜란드 |
| 골키퍼 코치   | 안드레아스 멘거         | 독일     |
| 피트니스 코치 | 크리스토스 파파도풀로스 | 그리스   |

### 역대 감독 목록
1920년부터의 감독 목록
| 이름                         | 재임기간                            | 타이틀                                                                                     |
| 그륀발트                     | 1920년                              |                                                                                            |
| 에드워드 하네이              | 1924년 7월 1일 – 1927년 1월         | 뷔르템베르크/바덴 1927                                                                     |
| 코바시 라요스                | 1927년 9월 – 1929년 12월 31일       | 뷔르템베르크 1929/30                                                                       |
| 에밀 프리츠                  | 1930년 1월 1일 – 1930년 6월 15일    |                                                                                            |
| 카를 프로이스                | 1930년 6월 15일 – 1933년            |                                                                                            |
| 빌리 루츠                    | 1933년 7월 – 1934년                 |                                                                                            |
| 에밀 그뢰너                  | 1934년 – 1935년                     |                                                                                            |
| 프리츠 토이펠                | 1935년 – 1936년 6월 30일            | 독일 챔피언쉽 준우승 1935 가울리가 뷔르템베르크 1935                                       |
| 레온하르트 "로니" 사이데레어 | 1936년 7월 1일 – 1939년 6월 30일    | 가울리가 뷔르템베르크 1937, 1938                                                           |
| 카를 베커                    | 1939년 3월 – 1939년 4월             |                                                                                            |
| 요세프 푀팅거                | 1939년 5월 1일 – 1939년 10월        |                                                                                            |
| 프리츠 토이펠                | 1945년 7월 1일 – 1947년 6월 30일    | 오베르리가 쉬드 1946                                                                       |
| 게오르그 부어처              | 1947년 7월 1일 – 1960년 4월 30일    | 독일 챔피언쉽 1950, 1952, 준우승 1953 오베르리가 쉬드 1952, 1954 DFB-포칼 1953-54, 1957-58 |
| 쿠르트 발루세스              | 1960년 5월 1일 – 1965년 2월 24일    |                                                                                            |
| 프란츠 세이볼트              | 1965년 2월 25일 – 1965년 3월 7일    |                                                                                            |
| 루디 구텐도르프              | 1965년 3월 8일 – 1966년 12월 6일    |                                                                                            |
| 알베르트 싱                  | 1966년 12월 7일 – 1967년 6월 30일   |                                                                                            |
| 군터 바우만                  | 1967년 7월 1일 – 1969년 6월 30일    |                                                                                            |
| 프란츠 세이볼트              | 1969뇬 7월 1일 – 1970년 6월 30일    |                                                                                            |
| 브란코 제베츠                | 1970년 7월 1일 – 1972년 4월 18일    |                                                                                            |
| 카를 뵈겔라인                | 1972년 4월 19일 – 1972년 6월 30일   |                                                                                            |
| 헤르만 에펜호프              | 1972년 7월 1일 – 1974년 12월 1일    |                                                                                            |
| 프리츠 밀링거                | 1974년 12월 2일 – 1974년 12월 13일  |                                                                                            |
| 알베르트 싱                  | 1974년 12월 14일 – 1975년 6월 30일  |                                                                                            |
| 시타니 이스트번              | 1975년 7월 1일 – 1976년 3월 31일    |                                                                                            |
| 카를 뵈겔라인                | 1976년 4월 1일 – 1976년 6월 30일    |                                                                                            |
| 한스-위르겐 선더만           | 1976년 7월 1일 – 1979년 6월 30일    | 푸스볼-분데스리가 준우승 1978-79                                                           |
| 로타어 부흐만                | 1979년 7월 1일 – 1980년 6월 30일    |                                                                                            |
| 한스-위르겐 선더만           | 1980년 7월 1일 – 1982년 6월 30일    |                                                                                            |
| 헬무트 베타우스              | 1982년 7월 1일 – 1985년 6월 30일    | 푸스볼-분데스리가 1983-84                                                                  |
| 오토 바리치                  | 1985년 7월 1일 – 1986년 3월 4일     |                                                                                            |
| 빌리 엔텐만                  | 1986년 3월 5일 – 1986년 6월 30일    | DFB-포칼 준우승 1985-86                                                                    |
| 에곤 코어데스                | 1986년 7월 1일 – 1987년 6월 30일    |                                                                                            |
| 아리 한                      | 1987년 7월 1일 – 1990년 3월 26일    | UEFA 컵 준우승 1988-89                                                                     |
| 빌리 엔텐만                  | 1990년 3월 27일 – 1990년 11월 19일  |                                                                                            |
| 크리스토프 다움              | 1990년 11월 20일 – 1993년 12월 10일 | 푸스볼-분데스리가 1991-92                                                                  |
| 위르겐 뢰버                  | 1993년 12월 15일 – 1995년 4월 25일  |                                                                                            |
| 위르겐 선더만                | 1995년 4월 26일 – 1995년 6월 30일   |                                                                                            |
| 롤프 프링거                  | 1995년 7월 1일 – 1996년 8월 13일    |                                                                                            |
| 요아힘 뢰프                  | 1996년 8월 14일 – 1998년 6월 30일   | DFB-포칼 1996-97 UEFA 컵 위너스컵 준우승 1997-98                                           |
| 빈프리드 섀퍼                | 1998년 7월 1일 – 1998년 12월 4일    |                                                                                            |
| 볼프강 롤프                  | 1998년 12월 5일 – 1998년 12월 21일  |                                                                                            |
| 라이너 아드리온              | 1999년 1월 1일 – 1999년 5월 2일     |                                                                                            |
| 랄프 랑니크                  | 1999년 5월 3일 – 2001년 2월 23일    |                                                                                            |
| 펠릭스 마가트                | 2001년 2월 24일 – 2004년 6월 30일   | 푸스볼-분데스리가 준우승 2002-03                                                           |
| 마티아스 자머                | 2004년 7월 1일 – 2005년 6월 3일     |                                                                                            |
| 조반니 트라파토니            | 2005년 6월 17일 – 2006년 2월 9일    |                                                                                            |
| 아르민 페                    | 2006년 2월 10일 – 2008년 11월 23일  | 푸스볼-분데스리가 2006-07 DFB-포칼 준우승 2006-07                                          |
| 마르쿠스 바벨                | 2008년 11월 23일 – 2009년 12월 6일  |                                                                                            |
| 크리스티안 그로스            | 2009년 12월 6일 – 2010년 10월 13일  |                                                                                            |
| 옌스 켈러                    | 2010년 10월 13일 – 2010년 12월 12일 |                                                                                            |
| 브루노 라바디아              | 2010년 12월 12일 –                  |                                                                                            |

## 역대 분데스리가 순위
1963년 이후의 모든 1 분데스리가와 2 분데스리가 시즌별 최종 순위:
| - 1963–64 – 5위 - 1964–65 – 12위 - 1965–66 – 11위 - 1966–67 – 12위 - 1967–68 – 8위 - 1968–69 – 5위 - 1969–70 – 7위 - 1970–71 – 12위 - 1971–72 – 8위 - 1972–73 – 6위 - 1973–74 – 9위 - 1974–75 – 16위 (2 분데스리가로 강등) - 1975–76 – 2 분데스리가, 11위 - 1976–77 – 2 분데스리가, 우승(1 분데스리가로 승격) - 1977–78 – 4위 - 1978–79 – 2위 - 1979–80 – 3위 - 1980–81 – 3위 - 1981–82 – 9위 - 1982–83 – 3위 - 1983–84 – 우승 - 1984–85 – 10위 - 1985–86 – 5위 - 1986–87 – 12위 | - 1987–88 – 4위 - 1988–89 – 5위 - 1989–90 – 6위 - 1990–91 – 6위 - 1991–92 – 우승 - 1992–93 – 7위 - 1993–94 – 7위 - 1994–95 – 12위 - 1995–96 – 10위 - 1996–97 – 4위 - 1997–98 – 4위 - 1998–99 – 11위 - 1999–00 – 8위 - 2000–01 – 15위 - 2001–02 – 8위 - 2002–03 – 2위 - 2003–04 – 4위 - 2004–05 – 5위 - 2005–06 – 9위 - 2006–07 – 우승 - 2007–08 – 6위 - 2008–09 – 3위 - 2009–10 – 6위 - 2010–11 – 12위 - 2011–12 – 6위 - 2012–13 – 12위 |